# الميكانيك الصغري للإخفاق الميكانيكي

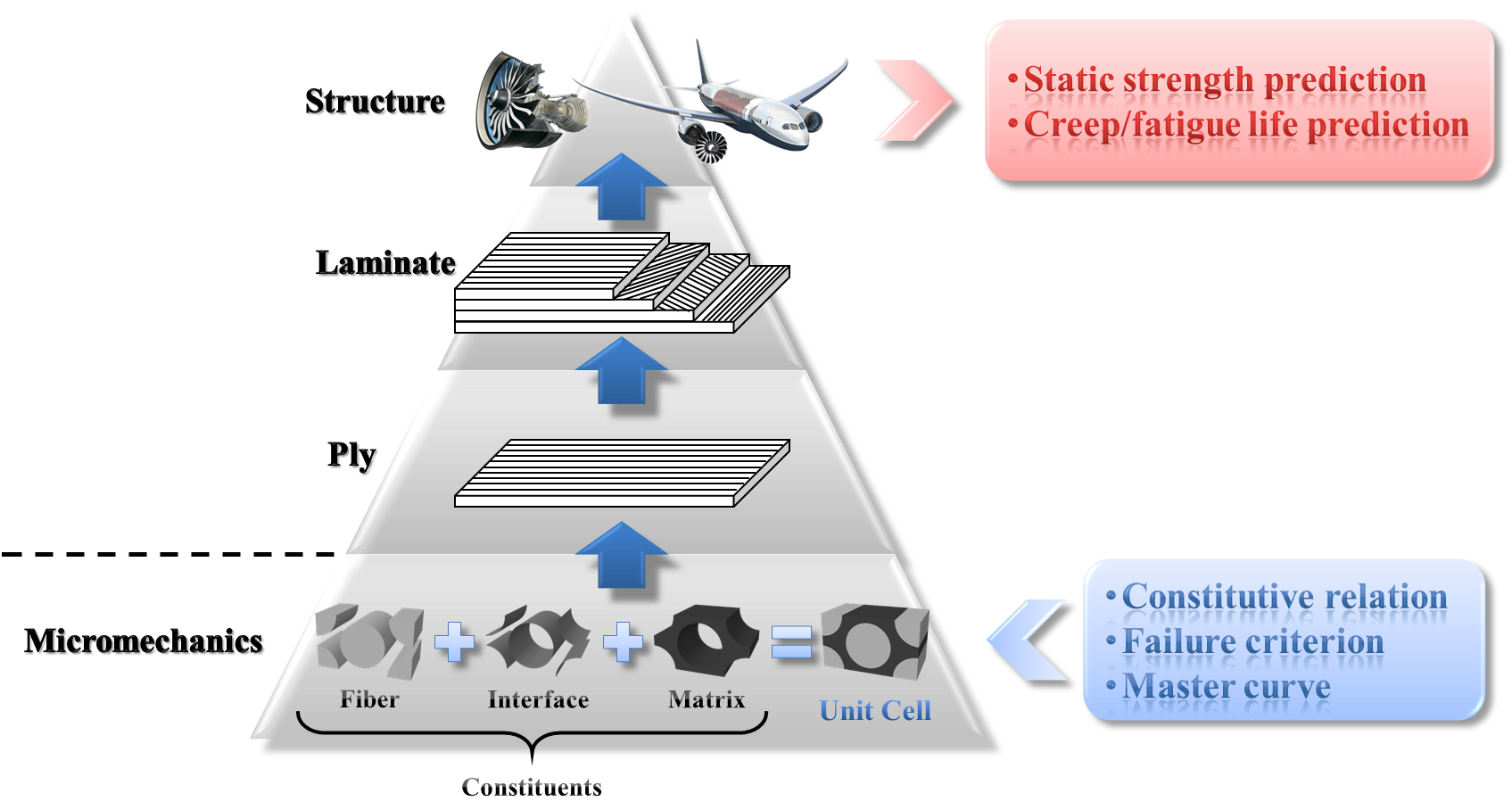

تهدف نظرية الميكانيك الصغري للإخفاق الميكانيكي أو الفشل أو الميكانيكا الصغرية للفشل أو الميكانيكا الميكروية للفشل لشرح فشل مركبات الألياف المستمرة المدعمة عن طريق التحليل المجهري (الصغري) للإجهادات ضمن كل من المواد المكونة (كالألياف والمصفوفة)، وللإجهادات عند سطوح تلاقي كل من المكونات، وتحسب من الإجهادات الماكروية (العيانية) على مستوى الطبقات.
كنظرية فشل أساسها ميكانيكي بالكامل، يتوقع من هذه النظرية أن توفر تحليلات أدق من تحليلات النماذج الظواهرية كمعايير تساي-وو وهاشين للفشل؛ كونها قابلة لتمييز المكون الحرج في الطبقة الحرجة في صفيحة المادة المركبة.

## المفاهيم الأساسية
المبدأ الأساسي لنظرية الميكانيك الصغري للفشل هو تأدية سلسلة من التحليلات الميكروميكانيكية، بدءًا من السلوك الميكانيكي للمكونات (الألياف، المصفوفة، السطوح التبادلية) ثم الانتقال إلى السلوك الميكانيكي لطبقة أو لصفيحة، وفي النهاية لبنية كاملة.
على مستوى المكونات، يشترط وجود ثلاثة عناصر لتمييز كل مكون بالكامل:
- المعادلة التكوينية، التي تصف الاستجابة الانتقالية أو المستقلة عن الزمن للمكون للأحمال الميكانيكية وأحمال الحرارة والرطوبة؛
- المنحني الأساسي، الذي يصف السلوك المعتمد على الزمن للمكون عند التعرض لأحمال الزحف أو التعب الميكانيكي؛
- معيار الفشل، الذي يصف الشروط التي تسبب فشل (إخفاق) المكون ميكانيكيًّا.

ترتبط المكونات وطبقة وحيدة الاتجاه عن طريق نموذج ميكروميكانيكي مناسب، بحيث يمكن اشتقاق خصائص الطبقة من خصائص المكونات، ومن جهة أخرى، يمكن حساب الإجهادات الصغرية على مستوى المكونات من الإجهادات العيانية (الماكروية) على مستوى الطبقة.

## نموذج الخلية الوحدوية
بدءًا من مستوى المكونات، من الضروري استخدام طريقة مناسبة لتنظيم كل المكونات الثلاث بحيث تكون البنية المجهرية لصفيحة وحيدة الاتجاه موصوفة بشكل جيد. في الحقيقة، كل الألياف في طبقة وحيدة الاتجاه مصفوفة طوليًّا؛ ولكن من منظور المقطع العرضي، فإن توزع الألياف يكون عشوائيًّا، وليس هنالك نمط مميز منتظم تصطف وفقه الألياف. لتفادي هكذا تعقيد ناتج عن الاصطفاف العشوائي للألياف، يجري تمثيل لاصطفاف الألياف في صفيحة وحيدة الاتجاه، وتكون النتيجة نمط حزم ألياف منتظم. يؤخذ بالاعتبار نمطا حزم ألياف: المصفوفة المربعة والمصفوفة سداسية الأضلاع. يمكن اعتبار كل من المصفوفتين تكرارًا لعنصر وحيد، يسمى خلية وحدوية أو عنصر تمثيل حجمي، وهو يتكون من المكونات الثلاث كلها. بتطبيق شروط حدية دورية، تستطيع الخلية الوحدوية الاستجابة للأحمال الخارجية بنفس طريقة استجابة المصفوفة ككل. لذلك فإن نموذج الخلية الوحدوية كافٍ لتمثيل البنية المجهرية لطبقة وحيدة الاتجاه.

## معامل تضخيم الإجهاد
يمكن الحصول على توع الإجهادات على المستوى الصفائحي بسبب تطبيق أحمال خارجية على البنية عن طريق تحليل العناصر المنتهية. يمكن الحصول على الإجهادات على مستوى الطبقات عن طريق تحليل الإجهادات الصفائحية من نظام إحداثيات الصفيحة إلى نظام إحداثيات الطبقة. لحساب الإجهادات المجهرية أكثر على مستوى المكونات، يطبق نموذج الخلية الوحدوية. الإجهادات المجهرية في أي نقطة ضمن الليف/المصفوفة، واحتكاكات السطح المجهري {\displaystyle \sigma } عند أي نقطة في الأسطح التبادلية، كلاهما يتعلق بإجهادات الطبقات {\displaystyle {\bar {\sigma }}} وتزايد درجة الحرارة {\displaystyle \Delta T} بالعلاقات:
{\displaystyle {\begin{array}{lcl}\sigma _{\mathrm {f} }&=&M_{\mathrm {f} }{\bar {\sigma }}+A_{\mathrm {f} }\Delta T\\\sigma _{\mathrm {m} }&=&M_{\mathrm {m} }{\bar {\sigma }}+A_{\mathrm {m} }\Delta T\\t_{\mathrm {i} }&=&M_{\mathrm {i} }{\bar {\sigma }}+A_{\mathrm {i} }\Delta T\end{array}}}
هنا {\displaystyle \sigma }، {\displaystyle {\bar {\sigma }}} و{\displaystyle t} هي أشعة عمودية ذات 6 ، 6 ، 3 مركبات على التتالي. يشير الدليل في كل رمز إلى المكونات، f للألياف، m للمصفوفات، i للأسطح التبادلية. تدعى {\displaystyle A} على التتالي معاملات تضخيم الإجهاد للإجهادات العيانية ولتزايد درجة الحرارة. تردي معاملات تضخيم الإجهاد دور معامل تحويل بين الإجهادات العيانية على مستوى الطبقات والإجهادات المجهرية على مستوى المكونات. لأجل نقطة مجهرية في ليف أو مصفوفة، {\displaystyle A} هي مصفوفة أبعادها 6×6 في حين أن أبعاد المصفوفة {\displaystyle A} هي 6×1؛ أما لأجل نقطة على الأسطح التبادلية فإن أبعاد المصفوفتين {\displaystyle A} على التتالي هي 3×6 و3×1. قيمة كل تعبير وحيد في معاملات تضخيم الإجهادات لأجل نقطة مادية مجهرية تحدد عن طريق تحليل العناصر المنتهية لنموذج الخلية الوحدوية تحت شروط معطاة للتحميل العياني. لا يصلح تعريف معاملات تضخيم الإجهادات للمكونات التي تمتلك سلوكًا مرنًا خطيًّا ومعاملات تمدد حراري ثابتة وحسب، بل تصلح أيضًا للمكونات التي تمتلك معادلات تكوينية معقدة ومعاملات تمدد حراري متغيرة.